# Grady Johnson
James Grady Johnson (5 de febrero de 1940-23 de junio de 2006) fue un luchador profesional, más conocido como Crazy Luke Graham. Era un miembro de la familia Graham, una tradicional familia de luchadores.

## Carrera
Comenzó su carrera como el hermano del Dr. Jerry Graham después de compañero del luchador Freddie Cain (The Great Mephisto) sugiriendo que se parecían entre sí. Comenzaron a luchar juntos en 1963 en Stampede Wrestling. Más tarde ese verano, Johnson luchó una serie de combates contra el Chief Big Heart.
Luchó en la World Wide Wrestling Federation (WWWF), con Jerry Graham alrededor de 1964.

## Campeonatos y logros
- Central States Wrestling

- NWA Central States Heavyweight Championship (1 vez)

- Mid-South Sports/Georgia Championship Wrestling

- NWA Georgia Heavyweight Championship (1 vez)
- NWA Georgia Television Championship (1 vez)
- NWA Macon Tag Team Championship (1 vez) - con Moondog Mayne
- NWA Southeastern Heavyweight Championship (Georgia version) (1 vez)
- NWA Southeastern Tag Team Championship (Georgia version) (1 vez) - con Al Galanto

- NWA Detroit

- NWA World Tag Team Championship (Detroit version) (1 vez) – with Ripper Collins

- NWA Mid-America

- NWA Alabama Tag Team Championship (1 vez) – with Ripper Collins
- NWA Mid-America Heavyweight Championship (2 veces)
- NWA Tennessee Tag Team Championship (1 vez) – with Ripper Collins
- NWA World Tag Team Championship (Mid-America version) (1 vez) – with Karl Von Brauner

- NWA Mid-Pacific Promotions

- NWA Hawaii Heavyweight Championship (1 vez)
- NWA Hawaii Tag Team Championship (1 vez) – with Ripper Collins

- World Wrestling Association (Los Angeles)

- WWA World Heavyweight Championship (1 vez)
- WWA World Tag Team Championship (1 vez) – con Gorilla Monsoon

- World Wrestling Council

- WWC Caribbean Heavyweight Championship (1 vez)
- WWC North American Tag Team Championship (2 veces) – con Gorgeous George, Jr. (1) y Bulldog Brower (1)

- World Wide Wrestling Federation

- WWWF International Tag Team Championship (1 vez) – con Tarzan Tyler
- WWWF United States Tag Team Championship (1 vez) – with Dr. Jerry Graham
- WWWF World Tag Team Championship (1 vez, Inaugural]]) – con Tarzan Tyler